# Nyugat-amerikai üreginyúl
A nyugat-amerikai üreginyúl (Sylvilagus bachmani) az emlősök (Mammalia) osztályának a nyúlalakúak (Lagomorpha) rendjébe, ezen belül a nyúlfélék (Leporidae) családjába tartozó faj.

## Előfordulás
Az USA-ban Oregon és Kalifornia államban, Mexikó területén Alsó-Kalifornia vidékén található meg.
A bozótos élőhelyeket kedveli.

## Megjelenés
Termetük kicsi vagy közepes. Testtömege 0,4-0,9 kg.
A testszőrzet egyenletesen sötét, amely lehet acélszürke, fekete és narancssárga. A fülek aránylag kicsik. A farok nem feltűnő, a tetején sötétbarna és alatta fehér színű.

## Életmód
Elsősorban szürkületkor aktív. Naplemenete után bújnak elő üreükből és nagyon korán reggelig aktív marad. Délután a legtöbb időt pihenéssel tölti, ezért akkor ritkán látható. Óvatos és rejtőzködő állat. A lábukat dobogtatják, ha megijednek.
Növényevő. Az étrendjének jelentős részét füvek alkotják. Táplálkozhat még levelekkel is.

## Szaporodás
A nőstény 154 naposan válik ivaréretté. Vemhességi ideje 27 napig tart, ennek végén 2-6 kölyök jön világra. A kölykök az anyatejtől 14-21 naposan vannak elválasztva.

## Természetvédelmi állapot
Sport vagy élelemszerzés céljából szokták vadászi is, valamint házi kedvencnek is befogják.
Az IUCN szerint nem fenyegetett.